# Имамат в исмаилитской доктрине
Доктри́на имама́та в исмаили́зме отличается от доктрины иснаашаритов, потому что у исмаилитов были живые имамы в течение столетий после того, как последний иснаашаритский имам ушёл в сокрытие. Они последовали за Исмаилом ибн Джафаром, старшим братом Мусы аль-Казима, как за законным имамом после его отца Джафара ас-Садика. Исмаилиты верят, что независимо от того, умер имам Исмаил или нет до ас-Садика, он передал мантию имамата своему сыну Мухаммаду ибн Исмаилу в качестве следующего имама.

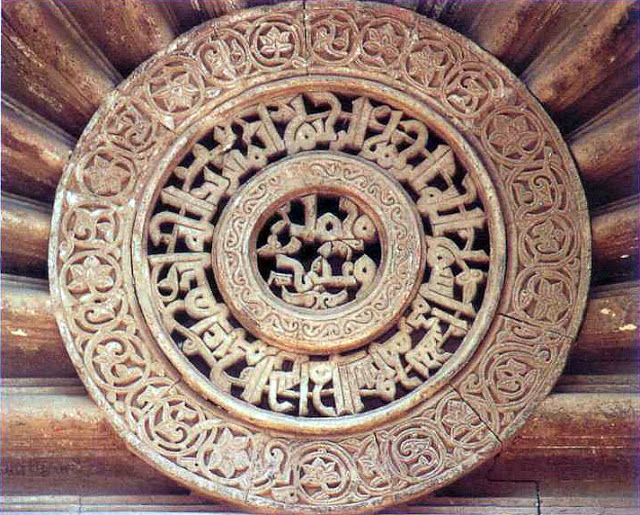
Сура Корана 33:33, начертанная на Фатимидском медальоне, возвеличивающая чистоту Ахль аль-Байта.

## Семь имамов

### Карматы – имамат Семи имамов[3]
Согласно некоторым ранним исмаилитам, семеричникам, а также карматам, отколовшейся группе, число имамов было фиксированным, причём семь имамов были предопределены Богом. Эти группы считают Мухаммада ибн Исмаила, имама-основателя исмаилитской ветви шиизма, Махди и должны скрываться, что называется Сокрытием.
Карматы верили, что Мухаммад ибн Исмаил был имамом аль-Каимом махди и последним из великих посланников — пророков. Карматы признавали серию из Семи пророков, возвещавших закон, называемых «Улул аль-азм», а именно: Нух, Ибрахим, Муса, Иса, Мухаммад, Али и Мухаммад ибн Исмаил, который был печатью серии.
| # | Имамы               | Период    |
| - | ------------------- | --------- |
| 1 | Али                 | (632—661) |
| 2 | Хасан ибн Али       | (661—669) |
| 2 | Хусейн ибн Али      | (661—680) |
| 3 | Зейн аль-Абидин     | (680—713) |
| 4 | Мухаммад аль-Бакир  | (713—733) |
| 5 | Джафар ас-Садик     | (733—766) |
| 6 | Исмаил ибн Джафар   | (765—775) |
| 7 | Мухаммад ибн Исмаил | 775—813)  |

### Ранние верования
Согласно ранним исмаилитам, Бог послал Семь великих пророков, известных как натик, «говорящие», чтобы распространять и совершенствовать ислам. У всех этих великих пророков есть помощник, самад (молчаливый) имам. После шести молчаливых имамов был послан натик, чтобы возродить ислам.
Ранние исмаилиты верили, что иерархическая история человечества состоит из Семи Эпох различной продолжительности, каждая из которых была открыта «говорящим-пророком» (известным как натик). В первые шесть эпох человеческой истории натиками или чушь «Улул аль-Азамом» были Адам, Нух, Ибрахим, Муса, Иса, Мухаммад. С другой стороны, карматы первоначально включили Али вместо Адама в свой список пророков, возвещающих закон. Более поздняя замена Адама вместо Али в качестве одного из натиков и понижение ранга Али с уровня пророка до уровня преемника Мухаммеда указывают на отказ от их экстремистских взглядов. Более того, они верили, что каждому из первых шести натиков наследовал духовный наследник «васи», или «асас», или самит, который интерпретировал внутренний эзотерический (батин) смысл откровения. За каждым самитом, в свою очередь, следовали Семь имамов так называемых атимма’, которые охраняли истинный смысл священных писаний и законов.
В исмаилитской интерпретации имам — это проводник и ходатай между людьми и Богом, а также личность, через которую познаётся Бог. Он также отвечает за толкование (та'виль) Корана. Он является обладателем божественного знания и, следовательно, «Главным Учителем». Согласно «Посланию о правильном пути», персидскому исмаилитскому прозаическому тексту постмонгольского периода истории исмаилитов, написанному анонимным автором, с начала времён существовала цепочка имамов, и имам будет присутствовать на Земле до конца время. Миры не существовали бы в совершенстве без этой непрерывной цепи имамата. Доказательство (худжа) и врата (баб) имама всегда знают о его присутствии и являются свидетелями этой непрерывной цепи.
Согласно Насир ад-Дину Туси, исмаилитскому-низаритскому интеллектуалу Аламутского периода, имамы являются Обладателями Повеления, которым Бог предписывает повиновение в суре ан-Ниса, Аят 59:

Повинуйтесь Богу и повинуйтесь Посланнику и Обладателям Повеления.
Благодаря этой системе исмаилиты отдают предпочтение живому Слову, или имаму Времени, перед записанным словом.

## Первые семь мусталитских и низаритских имамов

### Таййибитские-мусталитские и низаритские имамы
У низаритов и мусталитов есть несколько общих имамов; низариты считают Али первым имамом, а его сына Хасана пиром, в то время как мусталиты называют его аль-Асас и называют Хасана первым имамом.
| Низариты | Мусталиты  | Имамы               | Период    |
| -------- | ---------- | ------------------- | --------- |
| 1        | Асас/Васих | Али                 | (632—661) |
| Пир      | 1          | Хасан ибн Али       | (661—669) |
| 2        | 2          | Хусейн ибн Али      | (661—680) |
| 3        | 3          | Зейн аль-Абидин     | (680—713) |
| 4        | 4          | Мухаммад аль-Бакир  | (713—733) |
| 5        | 5          | Джафар ас-Садик     | (733—766) |
| 6        | 6          | Исмаил ибн Джафар   | (765—775) |
| 7        | 7          | Мухаммад ибн Исмаил | (775—813  |

### Имамы после Мухаммада ибн Исмаила
- Абадуллах ибн Мухаммад (Ахмад аль-Вафи)
- Ахмад ибн Абадуллах (Мухаммад ат-Таки)
- Хусейн ибн Ахмад (Ради Абдуллах)